# Luís Maria Campos
Luis María Benito Campos (Buenos Aires, 21 de junho de 1838 – Buenos Aires, 15 de outubro de 1907) foi um soldado argentino que participou das guerras civis argentinas e da Guerra do Paraguai e que foi Ministro da Guerra da Argentina em três oportunidades. Era filho do Coronel Martín Teodoro Campos e irmão dos generais Julio e Manuel J. Campos.

## Guerra do Paraguai e interior montoneras
Participou como Chefe do Regimento de Infantaria de Linha nº 6 na Guerra do Paraguai, na qual lutou nas batalhas de Yatay, Uruguaiana, Estero Bellaco, Tuyutí e Curupaytí; neste último ele foi gravemente ferido. Antes, ele havia organizado uma tentativa de ataque a Assunção pelo Chaco, que falhou por falta de apoio.
Ele passou um tempo se recuperando de seus ferimentos em Buenos Aires, e depois foi enviado para o interior, para lutar contra as últimas montoneras federais: comandando o 6º Regimento de Infantaria, ele foi o herói da batalha de San Ignacio, uma derrota chave das forças federais comandadas por Juan Saá.
Voltou ao Paraguai para participar da tomada de Humaitá. Ele foi promovido a coronel e lutou em Lomas Valentinas. Ele foi o chefe de todas as forças argentinas na captura da fortaleza de Piribebuy e comandou tropas de apoio na batalha de Acosta Ñu.
Desde antes da guerra e durante ela, tornou-se conhecido como um soldado brilhante em termos de disciplina, capaz de transmiti-la aos seus homens pela severidade com que os tratava e a si mesmo.

## As últimas guerras civis
Terminada a guerra, acompanhou o presidente Sarmiento em sua famosa entrevista com Urquiza, que foi uma das causas de seu assassinato, ocorrido pouco depois. Participou da repressão ao levante de Ricardo López Jordán de Entre Ríos, destacando-se na batalha de Santa Rosa. Foi nomeado comandante de Concepción del Uruguay, cargo que ocupou mesmo quando eclodiu a segunda guerra contra López Jordán. Contra isso lutou em Gualeguaychú e Yuquerí.
Com a eclosão da revolução de 1874, formou-se no exército liderado por Julio Argentino Roca, em sua perseguição às forças do general Arredondo; foi o segundo de Roca na vitória do Santa Rosa. Pouco depois foi promovido a general e nomeado inspetor de armas para a província de Buenos Aires, para depois ser chefe do estado-maior geral. Por duas vezes foi ministro interino da guerra, por ocasião da morte de Adolfo Alsina, e quando Roca foi à Conquista do Deserto.
Em 1880 foi um dos líderes da repressão à revolução de Buenos Aires liderada por Carlos Tejedor, comandando as forças nacionais na batalha dos Velhos Corrales. Seu irmão Julio foi um dos líderes rebeldes.
Ele ocupou vários cargos no exército, geralmente em sua organização. Em 1890 teve uma participação pouco lúcida na defesa do governo contra a Revolução do Parque, talvez porque nela figurasse seu irmão Júlio, morto em combate.

## Ministro da Guerra
Em agosto de 1893, após a segunda revolução radical, foi nomeado Ministro da Guerra pelo presidente Luis Sáenz Peña. Ele renunciou em janeiro de 1895, para assumir o cargo de comandante-em-chefe do Exército Argentino, com o posto de tenente-general.
Pouco depois, quando uma guerra com o Chile estava prestes a estourar , ele aquartelou a maior parte do Exército, composto principalmente de recrutas, na Sierra de Cura Malal, pronto para partir para o Chile. Dois meses depois foram assinados os "Pactos de Maio" , que impediram uma guerra que teria sido desastrosa para o Exército Argentino. Ele havia mostrado, porém, que podia mobilizar e manter em pé de guerra longe de qualquer cidade um exército muito maior do que o que havia participado da guerra do Paraguai.
Em outubro de 1898, voltou a ser ministro da Guerra, quando o presidente Roca assumiu seu segundo governo. Ele nomeou Pablo Ricchieri Comandante do Exército, o primeiro militar sem experiência de guerra civil a atingir tal altura. Juntos, eles modernizaram o Exército até torná-lo uma máquina eficiente, distante dos interesses políticos. Foi também o fundador da Escuela Superior de Guerra, uma espécie de instituto de pós-graduação para oficiais superiores, que começou a funcionar em abril de 1900 e que hoje leva seu nome. Ele também foi responsável por buscar inspiração nos exércitos alemães para a modernização do exército, iniciando uma influência ideológica que duraria até pouco antes da chegada dos nazistas ao poder na Europa.
Em 1904, colaborou com Ricchieri na organização do primeiro alistamento obrigatório de todos os jovens com mais de 20 anos.
Em fevereiro de 1906 foi nomeado Ministro da Guerra pela última vez, sob o governo de José Figueroa Alcorta.
Morreu pouco depois de deixar o cargo, em outubro de 1907. Uma avenida da cidade de Buenos Aires leva seu nome.

## Legado
Vários autores mencionam Campos como o último soldado notável das gerações que lutaram nas guerras civis argentinas e ele foi, junto com Roca e Ricchieri, a ponte entre o exército politizado do século XIX e o exército profissional do século XX.